# Comisionado residente de Puerto Rico
El comisionado residente de Puerto Rico es el representante de Puerto Rico en la Cámara de Representantes de los Estados Unidos.

## Descripción
El cargo se creó en 1901, y es elegido por los puertorriqueños cada cuatro años. Tiene los mismos poderes que cualquier otro representante de los Estados Unidos, excepto que no puede votar en las sesiones en el hemiciclo de la Cámara. En cambio, puede integrar y votar en las comisiones de la Cámara.
Creado por la Ley Foraker del 12 de abril de 1900, en donde se señala que será electo por sufragio directo en el «primer martes después del primer lunes de noviembre del mil novecientos» y cada dos años de ahí en adelante. Por la Ley Jones del 5 de diciembre de 1916 se extiende el mandato a cuatro años. 
La Constitución del Estado Libre Asociado de Puerto Rico de 1952 mantiene el cargo electo de comisionado residente.

## Lista de comisionados residentes de Puerto Rico
| Comisionado residente                                              | Comisionado residente | Comisionado residente                   | Inicio                   | Fin                     | Elección            | Partido | Partido | Partido federal | Partido federal                               |
| ------------------------------------------------------------------ | --------------------- | --------------------------------------- | ------------------------ | ----------------------- | ------------------- | ------- | ------- | --------------- | --------------------------------------------- |
| 1                                                                  |                       | Federico Degetau y González (1862-1914) | 4 de marzo de 1901       | 3 de marzo de 1905      | 1900 1902           |         | PR      |                 | Republicano                                   |
| 2                                                                  |                       | Tulio Larrínaga (1847-1917)             | 4 de marzo de 1905       | 3 de marzo de 1911      | 1904 1906 1908      |         | UPR     | Desconocido     | Desconocido                                   |
| 3                                                                  |                       | Luis Muñoz Rivera (1859-1916)           | 4 de marzo de 1911       | 15 de noviembre de 1916 | 1910 1912 1914 1916 |         | UPR     | Desconocido     | Desconocido                                   |
| Vacante entre el 16 de noviembre de 1916 y el 6 de agosto de 1917. |                       |                                         |                          |                         |                     |         |         |                 |                                               |
| 4                                                                  |                       | Félix Córdova Dávila (1878-1938)        | 7 de agosto de 1917      | 11 de abril de 1932     | 1917 1920 1924 1928 |         | UPR     | Desconocido     | Desconocido                                   |
| Vacante entre el 12 y el 14 de abril de 1932.                      |                       |                                         |                          |                         |                     |         |         |                 |                                               |
| 5                                                                  |                       | José Lorenzo Pesquera (1882-1950)       | 15 de abril de 1932      | 3 de marzo de 1933      | 1932                |         | Ind.    | Desconocido     | Desconocido                                   |
| 6                                                                  |                       | Santiago Iglesias Pantín (1872-1939)    | 4 de marzo de 1933       | 5 de diciembre de 1939  | 1932 1936           |         | PS      | Desconocido     | Desconocido                                   |
| Vacante entre el 5 y el 26 de diciembre de 1939.                   |                       |                                         |                          |                         |                     |         |         |                 |                                               |
| 7                                                                  |                       | Bolívar Pagán Lucca (1897-1961)         | 26 de diciembre de 1939  | 3 de enero de 1945      | 1940                |         | UR      | Desconocido     | Desconocido                                   |
| 8                                                                  |                       | Jesús Piñero Jiménez (1897-1952)        | 3 de enero de 1945       | 2 de septiembre de 1946 | 1944                |         | PPD     |                 | Demócrata                                     |
| Vacante entre el 2 y el 11 de septiembre de 1946.                  |                       |                                         |                          |                         |                     |         |         |                 |                                               |
| 9                                                                  |                       | Antonio Fernós Isern (1895-1974)        | 11 de septiembre de 1946 | 3 de enero de 1965      | 1948 1952 1956 1960 |         | PPD     |                 | Demócrata                                     |
| 10                                                                 |                       | Santiago Polanco Abreu (1920-1988)      | 3 de enero de 1965       | 3 de enero de 1969      | 1964                |         | PPD     |                 | Demócrata                                     |
| 11                                                                 |                       | Jorge Luis Córdova (1907-1994)          | 3 de enero de 1969       | 3 de enero de 1973      | 1968                |         | PNP     |                 | Demócrata (1969–1971) Republicano (1971–1973) |
| 11                                                                 |                       | Jorge Luis Córdova (1907-1994)          | 3 de enero de 1969       | 3 de enero de 1973      | 1968                |         | PNP     |                 | Demócrata (1969–1971) Republicano (1971–1973) |
| 12                                                                 |                       | Jaime Benítez Rexach (1908-2001)        | 3 de enero de 1973       | 3 de enero de 1977      | 1972                |         | PPD     |                 | Demócrata                                     |
| 13                                                                 |                       | Baltasar Corrada del Río (1935-2018)    | 3 de enero de 1977       | 3 de enero de 1985      | 1976 1980           |         | PNP     |                 | Demócrata                                     |
| 14                                                                 |                       | Jaime Fuster Berlingeri (1941-2007)     | 3 de enero de 1985       | 4 de marzo de 1992      | 1984 1988           |         | PPD     |                 | Demócrata                                     |
| 15                                                                 |                       | Antonio Colorado Laguna (1939-)         | 4 de marzo de 1992       | 3 de enero de 1993      | —                   |         | PPD     |                 | Demócrata                                     |
| 16                                                                 |                       | Carlos Romero Barceló (1932-2021)       | 3 de enero de 1993       | 3 de enero de 2001      | 1992 1996           |         | PNP     |                 | Demócrata                                     |
| 17                                                                 |                       | Aníbal Acevedo Vilá (1962-)             | 3 de enero de 2001       | 3 de enero de 2005      | 2000                |         | PPD     |                 | Demócrata                                     |
| 18                                                                 |                       | Luis Fortuño Burset (1960-)             | 3 de enero de 2005       | 3 de enero de 2009      | 2004                |         | PNP     |                 | Republicano                                   |
| 19                                                                 |                       | Pedro Pierluisi Urrutia (1959-)         | 3 de enero de 2009       | 3 de enero de 2017      | 2008 2012           |         | PNP     |                 | Demócrata                                     |
| 20                                                                 |                       | Jenniffer González Colón (1976-)        | 3 de enero de 2017       | 3 de enero de 2025      | 2016 2020           |         | PNP     |                 | Republicano                                   |
| 21                                                                 |                       | Pablo José Hernández Rivera (1991-)     | 3 de enero de 2025       | En el cargo             | 2024                |         | PPD     |                 | Demócrata                                     |